# Zhiyi

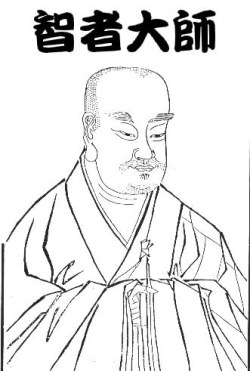
Zhiyi

Troisième patriarche de l'école bouddhique chinoise du Tiantai (T'ien-t'ai), Zhiyi (ja. Chigi) 智顗 (538-597) fut le disciple de Huisi et le véritable fondateur de l'école. Il vécut dans la Chine très troublée des Dynasties du Sud et du Nord (Dynastie Chen) puis sous les Sui, jouissant de la faveur impériale et nobiliaire.
Selon David W. Chappell, spécialiste de Tiantai et enseignant à l’Université d'Hawaii, il a contribué fortement à la diffusion du bouddhisme en concevant à partir de la philosophie indienne un système adapté à la culture chinoise permettant la naissance de nouvelles pratiques.
En Chine il est souvent appelé « Maître Sage » (Zhizhe dashi 智者大師), titre conféré de son vivant par Sui Wendi (581-604), ou « Maître de Tiantai » (Tiantai dashi 天台大師), titre donné sous les Tang.

## Biographie
Chen De’an (陳德安) (prénom social) naît à Huarong, préfecture de Jingzhou au Hubei, dans une famille de fonctionnaires originaire de Xuchang au Henan, ayant suivi au début du IVe siècle la cour des Jin dans son repli vers le Sud. Son père, Chen Qizu (陳起祖), est bien introduit à la cour des Liang. Sa mère vient d’une famille Xu (徐) honorablement connue.
Lorsqu’il a 17-18 ans, les Wei occidentaux s’emparent du pouvoir et ses parents meurent, semble-t-il de mort violente. Attiré depuis longtemps par le bouddhisme, il devient - contre l’avis de son frère aîné - moine au temple Guoyan de Changsha où il étudie sous la direction du maître de vinaya Huikuang (慧曠).
Après un stage consacré entre autres au Sutra du Lotus sur le mont Daxian à Hengzhou, il se rend vers 23 ans au mont Dasu au Henan et y devient disciple de Huisi. Néanmoins, en 567 la communauté se sépare, peut-être en raison de luttes factieuses. Huisi retourne à Nanyue et Zhiyi à la capitale Jinling qu’il a fréquentée dans son enfance, et où règnent désormais les Chen du sud. Il y enseigne le Sutra du Lotus et le Traité de la Grande Prajnaparamita au temple de Waguan sur l’invitation du gendre impérial Shen Junli (沈君理), et est bien vu de la cour. Il écrit le Liumiao famen.
Vers 575, désirant abandonner la ville pour un site convenant mieux à la méditation, il choisit Huading dans les monts Tiantai. En 577, l’empereur Xuandi (568-82) dédie les revenus de la préfecture de Shifeng à son monastère. En 584, il accueille dans sa communauté Guanding, son futur successeur à la tête de Tiantai.
En 585, Houzhu (582-89), dernier empereur Chen, le persuade de revenir à Jinling accompagné de Guanding pour poursuivre son enseignement du Sutra du Lotus dans les temples Lingyao et Guangzhai. Guanding couche en notes son enseignement qui devient le Fahua wenju. Il est appelé à la cour pour y enseigner le Traité de la grande prajnaparamita et le Karunikaraja prajnaparamita sutra. Il enseigne la méditation zhiguan (止觀) à Zhikai (智鎧), futur fondateur du monastère de Dalin fréquenté plus tard par Daoxin ; c’est là l’un des liens entre Tiantai et Chan.
En 588, Jinling est attaquée par les Sui. Zhiyi, Guanding et Zhikai se rendent au mont Lu où le dernier se fixe. Les deux autres continuent vers Nanyue. Après la chute des Chen, le prince de Jin et gouverneur de Yangzhou Yang Guang, futur empereur Yangdi des Sui, invite Zhiyi dans sa ville en 591 et se déclare son disciple. Il lui fait bâtir à Dangyang près de son Jingzhou natal un monastère sur le mont Yuquan où il poursuit l’enseignement du Sutra du Lotus. Les notes de Guanding prises à cette époque deviendront le Fahua xuanyi (Signification profonde du Sutra du Lotus). En 594, il écrit le traité de méditation Móhē Zhǐguān.
En 595, il prêche encore à Yangzhou et rédige un commentaire du Sutra de Vimalakirti. En automne de cette même année, il retourne au mont Tiantai décidé à y rester et rédige le Guanxilun. Néanmoins, en octobre 597 il ne peut refuser l’invitation de Yang Guang et meurt en route à Shicheng. En 605, Yang Guang devenu empereur fait bâtir sur le mont Tiantai le monastère souhaité par Zhiyi, connu comme monastère de Guoqing.

## Pensée

### Lezhiguanet les quatre samadhis
Zhiyi expose dans le Mohe zhiguan, la pratique des quatre samadhis (ch. sizhong sanmei, ja. shishu zanmai 四種三昧),. Cet ouvrage rédigé d’après des notes prises durant ses cours de 594 à la capitale représente la somme de son expérience de méditation sur le mont Tiantai vers 585. Le terme zhiguan qu'il emploie pour désigner la méditation se compose de zhi, concentration, et guan, intuition/perception. Elle peut aussi se pratiquer en position non assise, et même dans différentes situations (liyuan duijing 歴縁対境) pour atteindre un état de calme et de perception dans toutes les circonstances.
Les quatre samadhis sont :
- La méditation prolongée en position assise (ch. changzuo sanmei 常坐三昧 ; ja. joza zammai) ; appelée également samadhi unique (ch. yixing sanmei 一行 ; ja. ichigyo zanmai)
- La méditation prolongée déambulatoire (ch. banzhou sanmei 般舟三昧 ou changxing sanmei 常行三昧 ; ja. jogyo zammai ; sk. pratyutpanna samadhi) ;
- La combinaison des méditations assise et déambulatoire (ch. banxingbanzuo sanmei 半行半坐三昧) ;
- La méditation sous toute autre forme (ch. suiziyi sanmei 隨自意三昧 ou feixingfeizuo sanmei 非行非坐三昧 ; ja. higyo hiza zammai) ;

Le terme de « samadhi unique » apparait dans la Prajnaparamita de Manjusri et désigne à l’origine la perception du caractère indifférencié du dharmadhatu obtenue grâce à la méditation. L’école Tiantai lui a donné aussi le sens de pratique unique transcendant toutes les autres, sens repris par le courant Jingtu et en partie par le courant Chan, où il a été développé par Daoxin.

### Les cinq périodes et les huit types d’enseignement
Pour expliquer les divergences entre les textes bouddhistes, se basant sur le Sutra du Lotus, Zhiyi a envisagé que bien que tous proviennent originellement du Bouddha, ce dernier a eu recours à un enseignement gradué en quatre étapes et qu’il existe quatre méthodes différentes d’enseignement.

#### Les cinq périodes (ou époques) de l’enseignement
- Selon Zhiyi, le Bouddha a exposé son enseignement – sous différentes formes puisque sa forme terrestre n’a eu qu’un temps – en cinq époques (wushi 五時). Il s’agit des quatre époques correspondant aux quatre étapes auxquelles s’ajoute la première époque, celle où le Bouddha venait juste d’atteindre l’illumination et où il dicta, pensent les Chinois, l’Avatamsaka, base des écoles chinoise Huayan et japonaise Kegon.
- Zhiyi, dans “Sens profond du Sūtra du Lotus” ou Hōkke Genji, développe donc une classification des enseignements du Bouddha en cinq périodes : il appelle « Mahāyāna provisoire » les sūtras des périodes Kegon, Agama, Hōdō et Hannya, et « Mahāyāna définitif » ceux des périodes Hokke-Nehan comprenant le Sūtra du Lotus et le Sūtra du Nirvana.

#### Les quatre étapes
- L’enseignement du Tripitaka (sanzangjiao 三藏教) typique du hinayana s’adresse aux auditeurs et aux bouddhas solitaires (pratyekabuddhas) qui n’ont pas la capacité de libérer les autres. La doctrine de la vacuité y apparait de façon élémentaire uniquement, comme dans le Satyasiddhi śāstra.
- L’enseignement commun (tongjiao 通教), qui contient des éléments mahayana et hinayana et fait une place aux bodhisattvas. Les textes des écoles Yogacara et Madhyamaka en sont représentatifs.
- L’enseignement différencié (biejiao 別教) de nature mahayana, qui s’adresse à ceux désireux d'entrer dans la carrière de bodhisattva et est exprimé dans les textes prajnaparamita consacrés essentiellement à la vacuité.
- L’enseignement parfait et universel (yuanjiao 圓教) de l’ekayāna (en), « véhicule unique[33] »[34] contenu dans le Sūtra du Lotus et le Sūtra du Parinirvana (Mahāparinirvāṇasūtra).

#### Les quatre méthodes
- L’enseignement soudain (dunjiao 頓教) par lequel la vérité est appréhendée immédiatement dans son intégralité, contenu dans le Sutra Avatamsaka.
- L’enseignement graduel (jianjiao 漸教) selon les quatre étapes mentionnées plus haut.
- L’enseignement ésotérique (mimijiao 祕密教) compris seulement d’une partie des pratiquants.
- L’enseignement indéterminé (budingjiao 不定教), signifiant que chaque pratiquant en tire des bénéfices différents selon ses propres caractéristiques.

Zhanran (ou Miaole : 711-782) donna une nouvelle impulsion à l’école Tiantai en rédigeant ses Annotations sur Le Sens profond du Sūtra du Lotus, Annotations sur Les Mots et Phrases du Sūtra du Lotus (ou Annotations sur Le Commentaire textuel du Sūtra du Lotus) et Annotation sur La Grande Concentration et Pénétration.